# 新清水インターチェンジ
新清水インターチェンジ（しんしみずインターチェンジ）は、静岡県静岡市清水区宍原にある新東名高速道路のインターチェンジである。
清水区（旧清水市）中心部へはこのインターチェンジより東名高速道路の清水ICのほうが近い。2019年3月10日の中部横断自動車道新清水JCT-富沢IC間の開通まで、山梨県南西部の南部町などへの最寄りインターであった。

## 歴史
- 2011年（平成23年）8月26日：当ICの名称が「清水IC（仮称）」から「新清水IC」で正式決定[1][2]。
- 2012年（平成24年）4月14日：御殿場JCT - 三ヶ日JCT間開通に伴い、供用開始[3]。

## 周辺
- 清水工業団地
- 静岡市立清水宍原小学校
- 宍原郵便局
- 富士見ヶ丘カントリー倶楽部
- WILLER EXPRESS清水BASE
  - 関東〜関西便の乗務員中継基地で、一部便が乗務員の交替を行うため当インターで一旦一般道に降りる形になる。

## 接続する道路
- 直接接続
  - 国道52号

## 料金所
- ブース数：5

### 入口
- ブース数：2
  - ETC/一般：2

### 出口
- ブース数：3
  - ETC専用：1
  - ETC/一般（精算機）：1
  - 一般（精算機）：1

## 隣
E1A 新東名高速道路
(7)新富士IC - (8)新清水IC - 清水PA - (9)新清水JCT - (10)新静岡IC